# جون روبرتس (لاعب كرة قدم أسترالي)
جون روبرتس (بالإنجليزية: John Roberts)‏ (24 مارس 1944 في أستراليا - ) هو لاعب كرة قدم أسترالي في مركز حراسة المرمى. شارك مع منتخب أستراليا لكرة القدم. أما مع النوادي، فقد لعب مع برادفورد سيتي وبلاكبيرن روفرز وسيدني تايغرز ونادي تشيسترفيلد ونادي ساوثيند يونايتد ونادي نورثامبتون تاون.

## وصلات خارجية
- جون روبرتس (لاعب كرة قدم أسترالي) على موقع قاعدة بيانات كرة القدم.إي يو (الإنجليزية)